# Xã Fidelity, Quận Jersey, Illinois
Xã Fidelity (tiếng Anh: Fidelity Township) là một xã thuộc quận Jersey, tiểu bang Illinois, Hoa Kỳ. Năm 2010, dân số của xã này là 715 người.